# The Long Road
The Long Road é o quarto álbum de estúdio da banda canadense Nickelback, lançado no dia 23 de setembro de 2003 pela gravadora Sun Records.
Este foi o último álbum da banda com o baterista Ryan Vikedal.
The Long Road foi certificado pela RIAA ao atingir três discos de platina, em março de 2005 vendendo 3.379.691 cópias.

## Faixas
1. "Flat on the Floor" – 2:02
2. "Do This Anymore" – 4:03
3. "Someday" – 3:27
4. "Believe It or Not" – 4:07
5. "Feelin' Way Too Damn Good" – 4:16
6. "Because of You" – 3:30
7. "Figured You Out" – 3:48
8. "Should've Listened" – 3:42
9. "Throw Yourself Away" – 3:55
10. "Another Hole in the Head" – 3:35
11. "See You at the Show" – 4:04

Faixa bônus
1. "Love Will Keep Us Together"

## Tabelas
| Paradas (2003)                        | Melhor posição |
| ------------------------------------- | -------------- |
| Austrália (ARIA)                      | 4              |
| Áustria (Ö3 Austria Top 40)           | 4              |
| Bélgica (Ultratop Flandres)           | 29             |
| Canadá (Billboard)                    | 1              |
| Dinamarca (Hitlisten)                 | 16             |
| Países Baixos (Dutch Charts)          | 11             |
| França (SNEP)                         | 39             |
| Alemanha (Offizielle Deutsche Charts) | 4              |
| Irlanda (IRMA)                        | 9              |
| Itália (FIMI)                         | 11             |
| Nova Zelândia (RMNZ)                  | 3              |
| Noruega (VG-lista)                    | 38             |
| Portugal (AFP)                        | 29             |
| Suécia (Sverigetopplistan)            | 27             |
| Suíça (Schweizer Hitparade)           | 4              |
| Reino Unido (Official Albums Chart)   | 5              |
| Estados Unidos (Billboard 200)        | 6              |

| País           | Certificador | Certificação |
| -------------- | ------------ | ------------ |
| Alemanha       | BVMI         | Ouro         |
| Austrália      | ARIA         | 3× Platina   |
| Áustria        | IFPI         | Ouro         |
| Canadá         | MC           | 5× Platina   |
| Nova Zelândia  | RMNZ         | Ouro         |
| Reino Unido    | BPI          | Platina      |
| Estados Unidos | RIAA         | 3× Platina   |